# Barbara Leigh-Hunt
Barbara Leigh-Hunt (Bath, 14 december 1935 – Aston Cantlow, 16 september 2024) was een Brits actrice.
Ze is onder meer bekend geworden door haar rol in Alfred Hitchcocks Frenzy uit 1972. Leigh-Hunt won de Laurence Olivier Theatre Award in 1993 voor Beste Bijrol Actrice voor haar optreden in het stuk An Inspector Calls. Sinds 1967 was ze getrouwd met acteur Richard Pasco, die overleed in 2014.
Leigh-Hunt overleed in september 2024 op 88-jarige leeftijd.

## Filmografie
- Sen noci svatojanske (1959) – Helena (Stem)
- Public Eye Televisieserie – Rol onbekend (Afl., You Should Hear Me Eat Soup, 1965)
- Love's Labour's Lost (Televisiefilm, 1965) – Rosaline
- Callan Televisieserie – Susanne (Afl., Death of a Hunter, 1969)
- Special Branch Televisieserie – Mira Kobylnova (Afl., Exit a Diplomat, 1969)
- Ryan International Televisieserie – Yvonne Brogniard (Afl., The Dead Live Longer, 1970)
- Thirty-Minute Theatre Televisieserie – Rol onbekend (Afl., The Waiting Room, 1971)
- The Search for the Nile (Miniserie, 1971) – Isabel Burton
- Henry VIII and His Six Wives (1972) – Catherine Parr
- Frenzy (1972) – Brenda Margaret Blaney
- The Brontes of Haworth (Miniserie, 1973) – Mrs. Gaskell/Verteller
- A Bequest to the Nation (1973) – Catherine 'Catty' Matcham
- Who Killed Lamb? (Televisiefilm, 1974) – Rol onbekend
- Play for Today Televisieserie – Sarah (Afl., The Emergency Channel, 1973)
- Play for Today Televisieserie – Rol onbekend (Afl., The Chief Mourner, 1979)
- BBC2 Playhouse Televisieserie – Rol onbekend (Afl., Every Good Boy Deserves Favour, 1979)
- Play of the Month Televisieserie – Honor Voysey (Afl., The Voysey Inheritance, 1979)
- One Fine Day (Televisiefilm, 1979) – Mrs. Phillips
- BBC2 Playhouse Televisieserie – Clare (Afl., Mary's Wife, 1980)
- Oh Heavenly Dog (1980) – Margaret
- The Plague Dogs (1982) – Boerin (Stem)
- Wagner (Miniserie, 1983) – Queen Mother
- Charlie Chalk Televisieserie – Rol onbekend (1987, stem)
- Macbeth (Televisiefilm, 1988) – Lady Macbeth
- Tumbledown (Televisiefilm, 1988) – Jean Lawrence
- Inspector Morse Televisieserie – Blanche Copley-Barnes (Afl., The Infernal Serpent, 1990)
- Ruth Rendell Mysteries Televisieserie – Mrs. Fanshawe (Afl., The Best Man to Die, 1990)
- Paper Mask (1990) – Celia Mumford
- A Perfect Hero (Miniserie, 1991) – Iris Fleming
- Anna Lee: Headcase (Televisiefilm, 1993) – Beryl Doyle
- As Time Goes By Televisieserie – Registrar Mary Wells (Afl., Wedding Day Nerves, 1995)
- Pride and Prejudice (Miniserie, 1995) – Lady Catherine de Bourgh
- Keep the Aspidistra Flying (1997) – Mrs. Wisebeach
- The Echo (Televisiefilm, 1998) – Mrs. Deacon
- Sunburn Televisieserie – Edna Hand (Aflevering 1.1, 1999)
- Wives and Daughters (Miniserie, 1999) – Lady Cumnor
- Longitude (Televisiefilm, 2000) – Dodo Gould
- Billy Elliot (2000) – Vice-Principal
- Kavangh QC Televisieserie – Lady Justice Pinnock (Afl., End Game, 1999|The End of Law, 2001)
- The Martins (2001) – Mrs. Heath
- Bertie and Elizabeth (Televisiefilm, 2002) – Lady Mabell Airlie
- Midsomer Murders Televisieserie – Marjorie Empson (Afl., Market for Murder, 2002)
- George Eliot: A Scandalous Life (Televisiefilm, 2002) – Gossip
- Vanity Fair (2004) – Lady Bareacres